# Božidar Raič

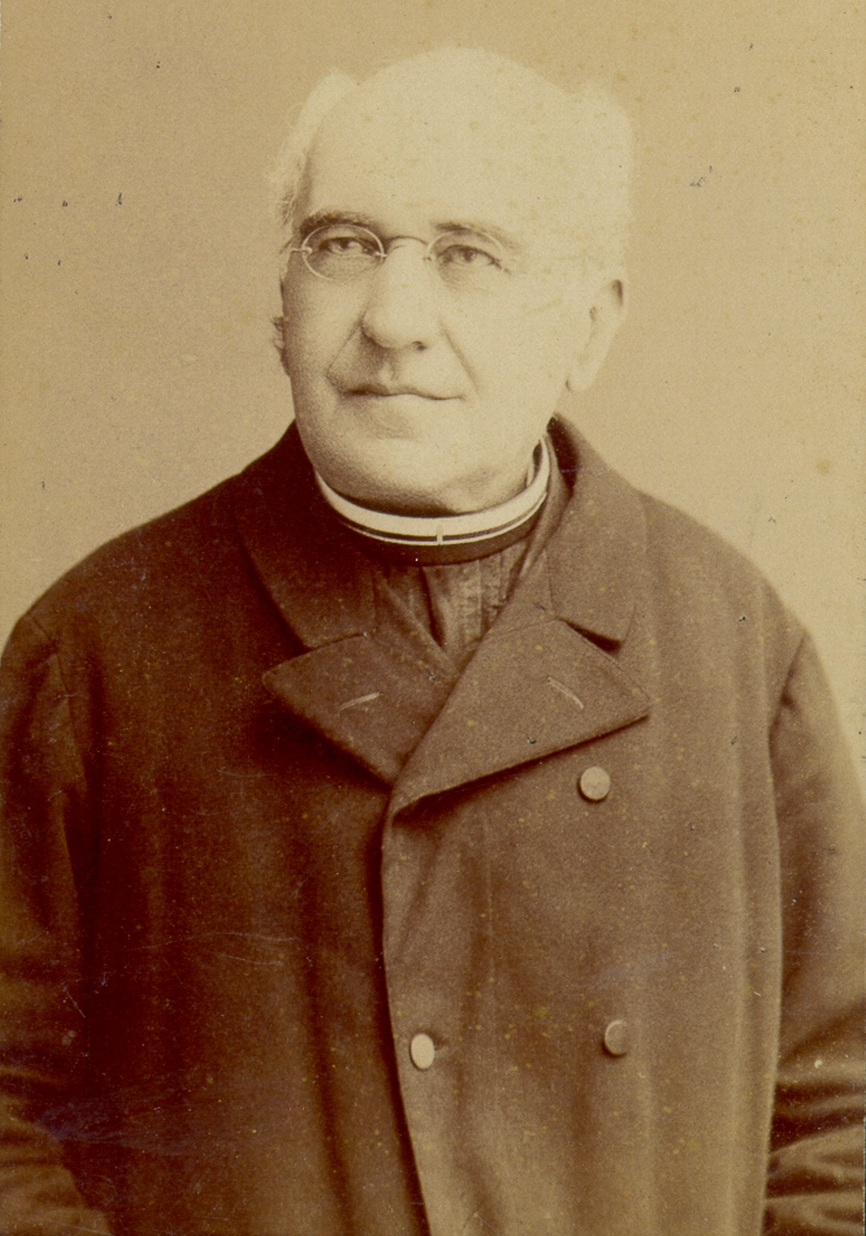
Božidar Raič, 1880er-Jahre

Božidar Raič, auch Matija Raič, Matija Reich, Mathias Raič oder Mathias Reich (* 9. Februar 1827 in Schwaben/Žvab (heute in der Gemeinde Ormož), Untersteiermark; † 6. Juni 1886 in Laibach) war Pfarrer, Linguist und Abgeordneter zum Österreichischen Abgeordnetenhaus.
Sein Geburtsname lautet Matija Reich, er hat seinen Namen aber noch vor seinem Studium in Božidar Raič geändert.

## Leben
Božidar Raič war Sohn des Landwirts Jurij Raič (Georg Reich; † 1870). Nach dem Besuch einer Volksschule in St. Thomas ging er von 1838 bis 1844 in ein Gymnasium in Warasdin (Kroatien). Von 1844 bis 1846 besuchte er Philosophische Jahrgänge an der königlichen Akademie Agram. Von 1846 bis 1850 ging er in ein Priesterseminar in Graz und hatte im Jahr 1850 seine Priesterweihe. Im gleichen Jahr wurde er Kaplan in Luttenberg und ein Jahr später, 1851, in Schleinitz (Slivnica, heute Gemeinde Hoče-Slivnica). 1853 wurde er provisorischer Lehrer für Slowenisch und Supplent für Geschichte und Geographie am Obergymnasium in Marburg, wurde aber im Jahr 1860 wegen national-slowenischer Tätigkeit entlassen. 1860 war er wieder Kaplan und um 1870 Pfarrer in St. Barbara in der Kolos (Sv. Barbara v Halozah, heute Gemeinde Cirkulane).
Er war auch philologischer und politischer Publizist und hatte die Pseudonyme Raičev, B., Sekolovski, Vrlekov und habloški kmet (auf Deutsch ein Bauer aus Hablo).
Im Jahr 1864 war er Gründungsmitglied und bis 1886 Mitglied des Ausschusses der Slovenska Matica in Laibach. Außerdem war er Mitgründer des Vereins „Narodni dom“ (Nationales Haus) in Pettau.
Božidar Raič war von 1884 bis 1886 Mitglied im steiermärkischen Landtag (VI. Wahlperiode), Kurie Landgemeinden.
Er war römisch-katholisch und blieb zeit seines Lebens ledig.

## Politische Funktionen
Božidar Raič war vom 8. Februar 1884 bis zu seinem Tod am 6. Juni 1886 Abgeordneter des Abgeordnetenhauses im Reichsrat (VI. und VII. Legislaturperiode) und vertrat dort für das Kronland Steiermark die Kurie Landgemeinden 8 (Pettau, Friedau, St. Leonhard, Rohitsch, St. Marein, Luttenberg, Oberradkersburg). Er erlangte sein Mandat in einer Nachwahl nach dem Tod von Michael Herman.